# Gobela (métro de Bilbao)
Gobela est une station de métro de la ligne 1 du métro de Bilbao. Elle est située dans le quartier de Romo, sur le territoire de la commune de Getxo, dans le Grand Bilbao, province de Biscaye de la communauté autonome du Pays Basque, en Espagne.

## Situation sur le réseau
Établie en surface, la station Neguri de la ligne 1 du métro de Bilbao est située entre la station Neguri, en direction du terminus nord-ouest Plentzia, et la station Areeta en direction du terminus sud-est Etxebarri. Elle est située en zone B1.

Plan du métro.

## Histoire
La station Gobela est mise en service le 24 juin 1996, sur un tronçon déjà ouvert de la ligne 1 du métro de Bilbao.

## Services aux voyageurs

### Accès et accueil
Elle dispose d'un unique accès rue Villa de Plentzia, sous le pont ferroviaire.

### Desserte
Gobela est desservie par des rames de la ligne 1 du métro de Bilbao. Son tarif correspond à la zone B1. 